# アーチー・グレイ
アーチー・ジェームズ・フランシス・グレイ（英語: Archie James Francis Gray、2006年3月12日 - ）は、イングランドとスコットランドのサッカー選手。ポジションはMF。トッテナム・ホットスパーFC所属。

## クラブ歴
リーズ・ユナイテッドFCの下部組織にU-9から所属し、2021年12月18日には15歳でプレミアリーグのベンチ入りを果たした。翌年9月に2年のスカラーシップ契約を締結し、2023年8月6日にEFLチャンピオンシップ第1節で選手初出場を記録した。
2024年7月2日、トッテナム・ホットスパーFCへの移籍が決定。
契約は2030年6月30日までの6年間。

## 代表歴
イングランド代表とスコットランド代表双方で出場することが出来るが、年代別代表では一貫してイングランド代表として出場している。U-17代表ではUEFA U-17欧州選手権2023に出場した。

## 私生活
父のアンディ・グレイはスコットランド代表のサッカー選手。そのため父方の祖父もスコットランド代表のフランク・グレイ、さらにフランクの兄のエディー・グレイもスコットランド代表である。彼ら三人もまたリーズでプレーしていた経験がある。さらにエディーの息子、アーチーの叔父のステュアート・グレイもサッカー選手である。